# Transporte rodoviário
O transporte rodoviário é  feito por estradas, rodovias, ruas e outras vias pavimentadas ou não,  com a intenção de movimentar materiais, pessoas ou animais de um determinado ponto a outro. Representa a maior parte do transporte terrestre. Mais utilizado no Brasil, responsável por 96% do movimento de passageiros e 58% do transporte de cargas.
O transporte rodoviário em sua maioria é realizado por veículos automotores, como carros, ônibus, BRTs e caminhões. Segundo a ANTT, existem cerca de 130 mil empresas de transporte de cargas no Brasil com mais de 1,6 milhões de veículos que oferecem trabalho, diretamente, a pelo menos 5 milhões de pessoas. Segundo o Instituto de Pós-Graduação e Pesquisa em Administração da Universidade Federal do Rio de Janeiro - COPPEAD, o transporte corresponde a 6% do PIB nacional.
Na logística, o transporte rodoviário é uma das áreas mais importantes. Segundo a COPPEAD, os custos com transporte chegam a 60% dos custos logísticos e a redução de custos nessa área é muito importante, pois corresponde em média 20% do custo total das empresas. Cada vez mais as empresas estão de olho nessa fatia do mercado, pois o transporte no Brasil chama a atenção por faturar mais de R$ 46,2 bilhões e movimentar quase 3/5 do total de carga de droga pelo país.

## Custos do transporte rodoviário
O transporte rodoviário é o transporte feito por estradas, rodovias, ruas e outras vias pavimentadas ou não, com a intenção de movimentar materiais, pessoas ou animais de um determinado ponto a outro.
Algumas das variáveis que envolvem os custos de transporte podem ser citadas:
1. Remuneração do 123;
2. Pessoal (motorista);
3. Seguro do veículo;
4. IPVA/ seguro obrigatório;
5. Custos administrativos;
6. Combustível;
7. Pneus;
8. Lubrificantes;
9. Manutenção;
10. Pedágio.

- Estado de conservação das rodovias, geralmente precário, custos com pedágios e manutenção ainda são sérios problemas que afetam o setor.
- Alto custo dos combustíveis, emissão de gases poluentes na atmosfera, problemas com manutenção de veículos e etc.

Somente com o cálculo dos custos pode se propor uma política de redução de custos. Os custos, como em toda operação, são divididos em custos fixos e variáveis.
Os custos fixos são todos os custos que ocorrem de maneira independente ao deslocamento do veículo; e variáveis são os custos atribuídos por quilometragem percorrida pelo veículo.

## No Brasil

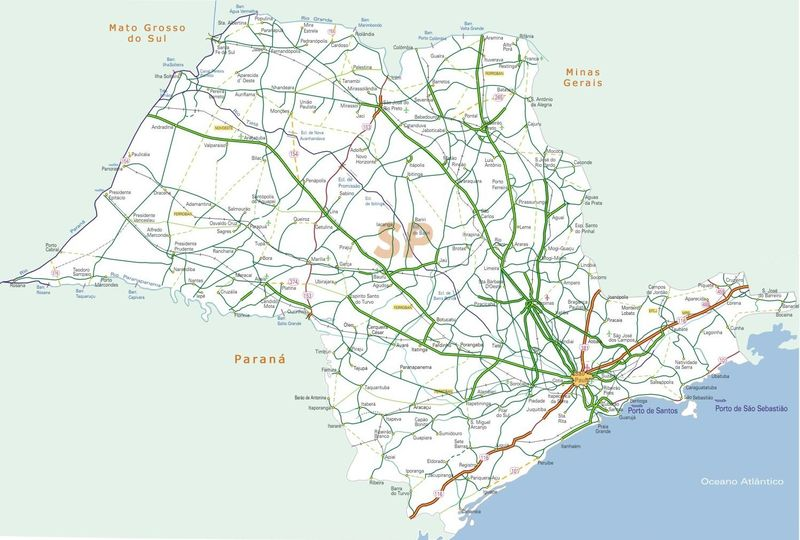
Mapa do sistema rodoviário do estado de São Paulo.

Este é o principal sistema de transporte no Brasil. Por ele passam 52% das cargas movimentadas no País, contra 30% por ferrovia, 13% por aquaviário, 5% por dutos e 0,4% por modo aéreo.
Na segunda metade da década de 1990, o setor de transportes passou por uma grande transformação devido ao grande número de privatizações de rodovias feitas pelo governo federal, havendo maior participação de capital privado.
Recentemente foi aprovado a Lei nº 11.442, de 5 de janeiro de 2007, que regulamenta o exercício da atividade de transporte rodoviário de cargas no Brasil.
Vale lembrar que a ANTT (Agência Nacional de Transporte Terrestre) é o órgão regulador do transporte rodoviário no Brasil.

## Em Portugal
Em Portugal, em 2018, a percentagem de energia proveniente de fontes renováveis nos transportes rodoviários era de 9%.

## Equipamentos Rodoviários
- Caminhão plataforma: transporte de contêineres e grandes cargas;[5]
- Caminhão baú: Carroceria semelhante a um contêiner que protege a carga do tempo;
- Caminhão tremonha ou com caçambas: transporta cargas a granel;
- Caminhão aberto: transporte de mercadorias não perecíveis e pequenos volumes. A carga pode ser coberta com encerados;
- Caminhão refrigerado: transporte de gêneros perecíveis com controle de temperatura;
- Caminhão-tanque: transporte de derivados de petróleo e líquidos similares a granel;
- Caminhão graneleiro ou silo: transporte de graneis sólidos ou parcial;
- Caminhões especiais: carretas, guindastes sobre a carroceria (munck), cegonhas (transporte de automóveis), etc;
- Semirreboques: carroceiras sem propulsão própria, São acoplados equipamentos tipo cavalos-mecânicos ou caminhões-trator ou parcial.